# Dohňany
Dohňany este o comună slovacă, aflată în districtul Púchov din regiunea Trenčín. Localitatea se află la altitudinea de 289 m deasupra n.m., se întinde pe o suprafață de 28,75 km2 și în 2017 număra 1.796 de locuitori.

## Istoric
Localitatea Dohňany este atestată documentar din 1471.

## Demografie
| An:                | 1994 | 2004   | 2014   | 2024   |
| ------------------ | ---- | ------ | ------ | ------ |
| Număr de persoane: | 1714 | 1757   | 1755   | 1903   |
| Diferență:         |      | +2,50% | −0,11% | +8,43% |

| An:                | 2023 | 2024   |
| ------------------ | ---- | ------ |
| Număr de persoane: | 1901 | 1903   |
| Diferență:         |      | +0,10% |